# Yö
Yö (vertaling: nacht) is een compositie van Erik Bergman. Het is een tekstloos werk voor mannenkoor met enkele solisten.
De componist kwam tot dit werk op verzoek van het koor van de Universiteit van Helsinki (YL) ter gelegenheid van haar 115-jarig bestaan. Het koor gaf dan ook de eerste uitvoering en wel op 18 april 1998. Bergman haalde inspiratie uit zijn reizen naar Lapland, waar hij te maken had met “nachten zonder dag” en “dagen zonder nacht”. Er zijn twee korte deeltjes.

## Muziek

### Yötön yö
Yötön yö (Nachtloze nacht), (Zweeds: Vita nätter (Witte nachten)) geeft de wereld weer in een tijd rond midzomernacht als de zon in het hoge noorden niet verdwijnt. De stemmen klinken helder en opgewekt. Ze hebben een overheersend motief; het geluid van de koekoek. Net als in de natuur hoor je dat overal, maar is nergens te plaatsen. Het werk kent dan ook geen vast ritme- of maatvoering. De hoge zangpartij is in (tot in het sopraanregister) bestemd voor de countertenor. De altfluit komt pas in beeld aan het eind van het deel. 24 Uur licht is toch vermoeiend.

### Kaamos
Kaamos (Poolnacht), (Zweeds: Den arktiska natten (De arctische nacht)) is de tegenhanger van Yötön yö; het geeft de tijd weer rond midwinter, een alom aanwezigheid van duisternis en kou. De stemmen zitten de mokken in het lage stemregister en zingen veelvuldig de klank Oi (Fins tussenwerpsel te vergelijken met Nederlands O), ten teken van het zuchten en hopen op het eind van de winter. Ook hier klanken van vermoeidheid van de altfluit aan het slot van het werk. Vervolgens kom de hoge zangstem uit het eerste deel terug en het werk sluit af met een diepe zucht, de lente komt eraan.

## Instrumentatie
- altfluit
- countertenor, bariton
- mannenkoor.

## Discografie
- Uitgave Ondine: YL (Yliopilaskunnan Laulajat) o.l.v.Matti Hyökki met Elina Jukola (fluit), Pasi Hyöoki (counter) en Samuli Siikavirta (bariton) in een opname uit 2009.